# Dwór szachulcowy w Pruszowicach
Dwór szachulcowy w Pruszowicach – dwór wybudowany  w Pruszowicach w XVIII w., przebudowywany w XIX w.